# Multioppia
Multioppia är ett släkte av kvalster. Multioppia ingår i familjen Oppiidae.

## Dottertaxa tillMultioppia, i alfabetisk ordning[1]
- Multioppia australis
- Multioppia bacilliseta
- Multioppia brevipectinata
- Multioppia canariensis
- Multioppia carpatica
- Multioppia crassuta
- Multioppia engelmanni
- Multioppia formosana
- Multioppia furcata
- Multioppia furugelma
- Multioppia gapsaensis
- Multioppia ghiljarovi
- Multioppia gilmartinoi
- Multioppia glabra
- Multioppia gracilis
- Multioppia indica
- Multioppia insolita
- Multioppia insulana
- Multioppia insularis
- Multioppia integra
- Multioppia jandiae
- Multioppia longisetosa
- Multioppia moritzi
- Multioppia neglecta
- Multioppia pakistanensis
- Multioppia pankovi
- Multioppia pauciramosa
- Multioppia perfecta
- Multioppia pulchra
- Multioppia radiata
- Multioppia rangifera
- Multioppia shinanoensis
- Multioppia similis
- Multioppia simplitricha
- Multioppia spinifera
- Multioppia stellifera
- Multioppia tamdao
- Multioppia tenue
- Multioppia translamellaris
- Multioppia trembleyi
- Multioppia wilsoni
- Multioppia xinjiangensis
- Multioppia yamatogracilis